# Ornithospila insularis
Ornithospila insularis là một loài bướm đêm trong họ Geometridae.